# Fibrose cística
A fibrose cística (FC) ou fibrose quística é uma doença genética que afeta principalmente os pulmões, mas também o pâncreas, fígado, rins e intestino. Questões de longo prazo incluem a dificuldade em respirar e tosse com muco, como resultado de frequentes infecções pulmonares. Outros sinais e sintomas podem incluir infecções dos sinus (sinusite), crescimento deficiente, fezes gordurosas, hipocratismo dos dedos das mãos e dos pés, e infertilidade na maioria dos homens. Diferentes pessoas podem ter diferentes graus dos sintomas.
A FC é herdada de maneira autossômica recessiva. Ela é causada pela presença de mutações em ambas as cópias do gene para a proteína reguladora da condutância transmembrana na fibrose cística (CFTR). Aqueles com uma única cópia funcionando são portadores e, caso contrário, são normais. CFTR está envolvida na produção de suor, fluidos digestivos e do muco. Quando CFTR não é funcional, secreções, que são geralmente finas, em vez disso, tornam-se espessas. A condição é diagnosticada por um teste do suor e testes genéticos. A triagem de recém-nascidos no parto acontece em algumas regiões do mundo.
Não há nenhuma cura conhecida para a fibrose cística. Infecções pulmonares são tratadas com antibióticos, que podem ser administrados por via intravenosa, inalatória ou oral. Por vezes, o antibiótico azitromicina é utilizado a longo prazo. A inalação de soro fisiológico e salbutamol também pode ser útil. O transplante de pulmão pode ser uma opção se a função pulmonar continua a piorar. A substituição de enzimas pancreáticas e a suplementação de vitaminas solúveis em gorduras é importante, principalmente nos jovens. Técnicas de desobstrução das vias respiratórias, tais como fisioterapia para o peito tem algum benefício de curto prazo, mas os efeitos a longo prazo ainda não são claros. A expectativa de vida média está entre 42 e 50 anos nos países desenvolvidos. Os problemas pulmonares são responsáveis pela morte de 80% das pessoas com fibrose cística.
A FC é mais comum entre pessoas do Norte da Europa, a ascendência afeta cerca de um em cada 3 000 recém-nascidos. Cerca de uma em cada 25 pessoas é portadora. É menos comum em africanos e asiáticos. Foi reconhecida pela primeira vez como uma doença específica por Dorothy Andersen, em 1938, com descrições que se encaixam com a ocorrência da condição datadas de 1595. O nome "fibrose cística" refere-se à característica de fibrose e cistos que se formam dentro do pâncreas.

## Causa
A fibrose cística é causada por uma mutação no braço longo do cromossomo 7, na região 3, banda 1 (7q31) que transcreve uma proteína transmembranosa, reguladora de transporte iônico, chamada de reguladora de condutância transmembranar de fibrose cística (CFTR). A CFTR regula o transporte iônico no suor, nos sucos digestivos e em secreções mucosas, inclusive nos pulmões. A fibrose cística é considerada uma doença autossômica recessiva.

## Sinais e sintomas

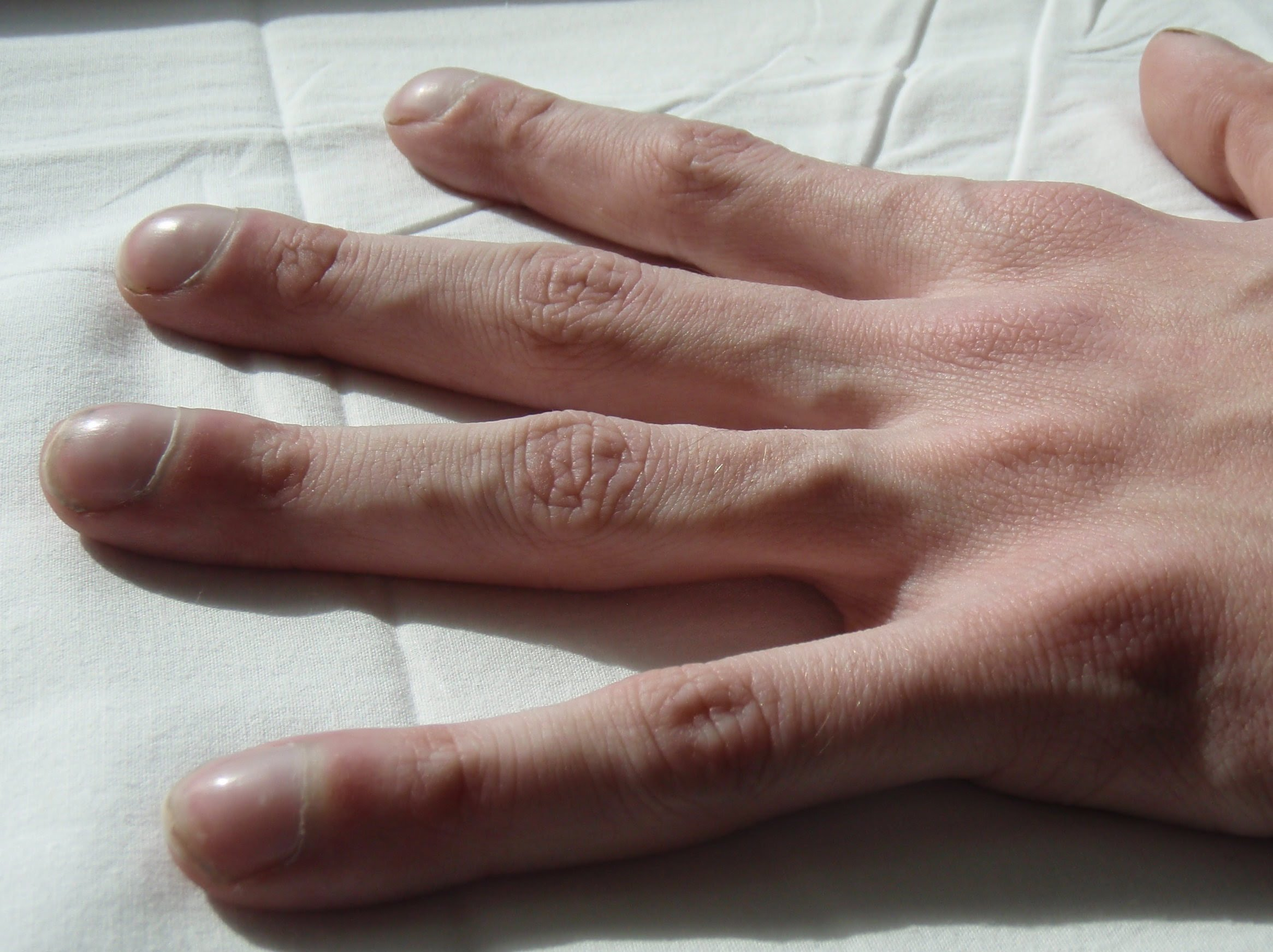
Hipocratismo digital ou baqueteamento digital.

Dentre os sintomas mais comum estão:
- Dificuldade para respirar (92%);
- Infecções das vias respiratórias frequentes e persistentes (90%);
- Infertilidade (90%);
- Inúmeros problemas digestivos (55%);
- Menor crescimento e desnutrição (56%);
- Obstrução do íleo terminal por um mecônio espesso (6–15%).

## Diagnóstico
Indivíduos com fibrose cística podem ser diagnosticados antes do nascimento através do exame genético ou no princípio da infância pelo teste do suor, que faz a dosagem quantitativa de cloretos no suor, obtidos pelo método da iontoforese por pilocarpinas. Outro exame possível é o genético e o clínico pelos sintomas e pela cultura de escarro. É recomendado que esse exame seja aplicado em adolescentes e adultos com doenças respiratórias crônicas e persistentes, como sinusite e bronquiectasias.

## Epidemiologia
A FC é mais comum entre caucasianos e asquenazes; Uma em cada 25 pessoas (4%) dos descendentes de europeus carrega um gene para fibrose cística. Aproximadamente 30 000 americanos possuem FC, fazendo desta uma das doenças hereditárias mais comuns.
Na Europa atinge 1 em cada 5 000, nos Estados Unidos e Canadá um em cada 4000, enquanto no Brasil estima-se que atinge cerca de 1 a cada 10 000, sendo maior no Sul do país.

## Tratamento
O tratamento da FC deve limitar e tratar o dano pulmonar causado pelo muco espesso e por infecções frequentes, com o objetivo de manter a qualidade de vida. Profilaxia com antibióticos orais (ciprofloxacina ou azitromicina) é recomenda. Outros antibióticos intravenosos, inalatórios ou orais são usados para tratar infecções crônicas e agudas. Dispositivos mecânicos e medicamentos como dornase alfa e solução salina inalada são usados para alterar e limpar o muco espesso. A reabilitação pulmonar deve ser feita regularmente por toda a vida para maximizar a função do pulmão, melhorando funcionalidade do indivíduo.
É muito importante fazer periodicamente o exame de espirometria e de cultura do escarro (catarro) para verificar as bactérias que persistem nas vias respiratórias e digestivas.
Apesar da infertilidade causada pelo bloqueio do canal deferente, a maioria não é estéril, então quase sempre a reprodução é possível com técnicas de reprodução assistida.

## Prognóstico
Apesar dos avanços nos tratamentos dos sintomas e infecções, ainda não há cura definitiva para a FC e a maioria dos portadores morrem ainda jovens — muitos entre os 20 e 40 anos, geralmente por insuficiência respiratória. Ultimamente tem-se recorrido ao transplante de pulmão para conter o avanço da doença. Hoje com a evolução de medicamentos para a doença, as pessoas estão vivendo até os 30–40 anos, mas novos estudos e tratamentos devem aumentar a expectativa e qualidade de vida dos pacientes cada vez mais.